# Ten Thirteen Productions
La Ten Thirteen Productions est une société de production créée par  Chris Carter en 1993. Elle a produit quatre séries télévisées et deux films (The X Files, le film et X-Files : Régénération). La société a été nommée d’après la date d’anniversaire de Chris, le 13 octobre. Elle se situait à Century City, à Los Angeles, en Californie.

## Histoire
La société est créée lorsque Carter débute la série X-Files, en 1993. Porté par le succès de la série, constamment grandissante, en 1996, la société produit une nouvelle série : Millennium, annulée après trois saisons. En 1998, elle produit le premier film de la franchise X-Files : The X Files, le film.
En 1999, une 3e série est produite : Harsh Realm, qui a été annulée après neuf épisodes seulement. 
En 2001, l’équipe de production décide de créer un spin-off de la série X-Files. C’est ainsi que la série télévisée The Lone Gunmen : Au cœur du complot est produite, mais encore une fois, cela ne fonctionne pas, et elle est annulée après une saison. Après l’arrêt d'X-Files en 2002, la société a décidé de stopper toute activité au lieu de continuer. Mais en 2008, avec la sortie du nouveau film de la franchise X-Files, la société a repris du service, temporairement.

### Séries télévisées produites
Source IMDB 
- X-Files (1993–2002) 20th Century Fox Television, Fox
- Millennium (1996–1999)
- Harsh Realm (1999–2000)
- The Lone Gunmen : Au cœur du complot (2001)

### Films produits
Source IMDB 
- The X Files, le film (1998)
- X-Files : Régénération (2008)

## Équipe
- Chris Carter — Créateur
- Frank Spotnitz — Président
- Mary Astadourian — Vice Président
- Jana Fain — Chef de bureau